# Grúz labdarúgó-szövetség
A Grúz labdarúgó-szövetség (grúzul: საქართველოს ფეხბურთის ფედერაცია, magyar átírásban: Szakartvelosz Pehburtisz Pederacia). Grúzia nemzeti labdarúgó-szövetsége. 1992-ben alapították. A szövetség szervezi a Grúz labdarúgó-bajnokságot valamint a Grúz kupát. Működteti a Grúz labdarúgó-válogatottat valamint a Grúz női labdarúgó-válogatottat. Székhelye Tbilisziben található.

## Történelme
A Grúz Labdarúgó-szövetséget 1936-ban alapították, 1992-ben a FIFA és az UEFA tagjai lettek. Előtte a Szovjetunió színeiben versenyeztek.

## Külső hivatkozások
- A szövetség hivatalos honlapja